# 仙台東映
仙台東映（せんだいとうえい）は、かつて宮城県仙台市青葉区一番町4丁目に存在した東映系の映画館である。

## 歴史
1948年（昭和23年）7月3日、東一番町29（現在の広瀬通り一番町）に開業した公共会館が前身。主に演劇を上演していたが、わずか半年後の1949年（昭和24年）1月29日に国際劇場と改称し大映の封切館となる。その後、1954年（昭和29年）2月3日に仙台新東宝劇場となり、新東宝の封切館として再出発するも、ビル建て替えのため閉館。1956年（昭和31年）9月、東映の直営館として再建され、仙台東映（邦画系）と仙台東映パラス（洋画系）となった。1960年時点の仙台市には仙台東映の2館を含めて27館もの映画館が乱立していた。
1994年（平成6年）6月11日、現在地に飲食店などの商業施設を含んだビル仙台東映プラザがオープン。同ビルの6階に「仙台東映」「仙台メルローズ」が入り、新たなスタートを切った。しかし2000年12月に12スクリーンのMOVIX仙台が開館すると、その後もMOVIX利府、仙台コロナシネマワールドなどシネマコンプレックスの開館ラッシュが続き、その影響で次第に業績が低下したため、2005年（平成17年）4月15日をもって閉館。「公共会館」時代から数えて57年の歴史に幕を下ろした。2021年現在、跡地は空きテナントとなっている。過去には飲食店が入居していた。

## 各館

### 仙台東映
- 定員298人。東映の邦画が多く上映されていた。東北地区における東映系映画館のチェーンマスター的存在だった。

### 仙台メルローズ
- 定員145人。旧名称は「仙台東映パラス」だった洋画系映画館。終盤期には主に丸の内ルーブル系の作品を上映していた。